# Журавлёвское болото
Журавлёвское болото ― болото в Докшицком и Глубокском районах Республики Беларусь.

## Описание болота
Болото низинного (85 %), верхового (13 %), смешанного типов в водосборе верховьев реки Березины. Включает массив Великий Луг — Окнище. Площадь 18,2 тыс. га. Глубина торфа до 6 м, средняя 2 м, степень разложения 20 % (верховой тип), 21 (смешанный), 30 % (низинный), зольность соответственно 3 %, 4,6, 9,6 %. Есть подстилочный торф, сапропель мощностью до 2,1 м, мергель до 1,6 м. Частично осушено, используется под сенокос. Добычу торфа ведёт торфобрикетный завод.

## Растительность
Большая часть болота занята лесом (сосна, берёза, ольха).